# Сона (Італія)
Сона (італ. Sona, вен. Sona) — муніципалітет в Італії, у регіоні Венето,  провінція Верона.
Сона розташована на відстані близько 420 км на північ від Рима, 120 км на захід від Венеції, 13 км на захід від Верони.
Населення — 17 687 осіб (2014).
Щорічний фестиваль відбувається 6 серпня. 

## Демографія
Населення за роками:

Станом на 1 січня 2023 року в муніципалітеті офіційно проживало 1511 іноземців з 63 країн, серед них 650 громадян країн Євросоюзу та 10 громадян України.

## Сусідні муніципалітети
- Буссоленго
- Кастельнуово-дель-Гарда
- Соммакампанья
- Валеджо-суль-Мінчіо
- Верона